# マイナビ Be a booster! B.LEAGUEウィークリーハイライト
マイナビ Be a booster! B.LEAGUEウィークリーハイライト（マイナビ ビー・ア・ブースター ビー・リーグ ウィークリーハイライト）は、日本BS放送（BS11）にて2017年4月6日より男子プロバスケットボール・B.LEAGUEシーズン限定で放送されていたスポーツ情報番組である。マイナビ一社提供。

## 概要
2016年に最初のシーズンが開幕したB.LEAGUE。その真っただ中であった2017年4月6日に放送開始。開始当初は毎週木曜23:00 - 23:30（日本標準時）だった。
2シーズン目は10月5日より放送時間も毎週木曜22:00 - 22:30に繰り上がり本格的に開始。
前節の試合から注目の1カードを「ピックアップゲーム」として詳しく解説し、他のカードもダイジェストと試合結果を伝え、選手インタビューなど企画も併せて放送。
2022-23シーズンは放送しないこととなった。

## 出演者
MC
- 田中直樹

サブMC
- 川口満里奈

アシスタント
- 小笠原聖 - ナレーターを兼任する。2021-22シーズンはスタジオには登場せず。

コメンテーター
- 倉石平
- 長谷川誠
- 生島淳
- 井口基史

ほか
リポーター
- 岡田麻央
- 船岡未沙希
- 浅野杏奈

ほか

## 過去の出演者
MC
- 秋元才加（2020-21シーズンまで）